# Автошлях Т 0237
Автошля́х Т 0237 — автомобільний шлях територіального значення у Вінницькій області. Пролягає територією Тульчинського району та Ладижинської міськради через Тульчин — Клебань — Ладижин. Загальна довжина — 31,7 км.

## Маршрут
Автошлях проходить через такі населені пункти:
| Автошлях Т 0237       |           |
| Вінницька область     |           |
| Тульчинський район    |           |
| Тульчин               | Р08Т 0222 |
| Кинашів               |           |
| Клебань               |           |
| Богданівка            |           |
| Ладижинська міськрада |           |
| Лукашівка             |           |
| Ладижин               | Р33       |